# Kastiljsko gorovje
Kastiljsko gorovje (špansko in portugalsko Sistema Central), je eden glavnih sistemov gorskih verig na Iberskem polotoku. Njihov najvišji vrh je 2592 m visok Pico Almanzor. 
Kastiljsko gorovje leži severno od 40. vzporednika in v svojih območjih deli porečje reke Tajo (latinsko Tagus) od porečja reke Duero.

## Opis
Kastiljsko gorovje je glavna značilnost Osrednje Mezete, notranje iberske planote, ki jo deli na dva dela. Kastiljsko gorovje poteka v smeri VSV - ZJZ približno vzdolž južne meje španske avtonomne skupnosti Kastilija in Leon ter Estremadura, nadaljuje se v okrožja Guarda in Castelo Branco na Portugalskem.
Za razliko od sosednjega Iberskega gorovja je območje Kastiljskega gorovja precej homogen sistem. Sestavljen je iz več območij, ki so nastala pred 25 milijoni let kot del alpidske orogeneze.
Glavna gorska območja so Sierra de Guadarrama, ki poteka približno ob meji avtonomnih skupnosti Madrid in Kastilija in Leon, Sierra de Gredos severno od meje med Kastilijo in Leonom ter Kastilija - Manča, ki se razteza v Estremaduro in vsebuje območje najvišje gore, Pico Almanzor, na 2592 m, pa tudi Serra da Estrela, ki vsebuje najvišjo točko kontinentalne Portugalske, A Torre, 1993 m. Druge zelo velike verige so Sierra de Gata in Sierra de Ayllón. Kastiljsko gorovje se na vzhodnem koncu povezuje s Sistemo Ibérico prek Sierre de Pela, Altos de Barahona in Sierra Ministra, ki je že v celoti del Iberskega gorovja.
Centralni sistem je splošno znan akademski geografski izraz. Lokalni prebivalci pa se na običajno sklicujejo z imeni manjših sestavnih delov.

## Gorske verige
Glavna območja Sistema Central od zahoda proti vzhodu, ki jim sledijo njihove najvišje točke, so::
- Serra da Lousã, Trevim, 1205 m.
- Serra do Moradal
- Serra da Estrela, Torre, 1993 m.
- Sierra de Gata, Jálama, 1492 m.
- Sierra de la Canchera, Pico Tiendas, 1590 m
- Sierra de Francia, Pico de la Hastiala, 1735 m.
- Sierra de Béjar, Canchal de la Ceja, 2430 m.
- Sierra de Gredos, Pico Almanzor, 2592 m.
- Sierra de la Horcajada, Risco de la Umbrela, 1562 m.
- Sierra de Villafranca, Cerro Moros, 2059 m.
- Sierra de Piedra Aguda, Piedra Aguda, 1817 m.
- La Serrota, Cerro del Santo, 2294 m.
- Sierra de Hoyocasero, Navasolana, 1708 m.
- Sierra de la Paramera, Pico Zapatero, 2160 m.
- Sierra de Ávila, Cerro de Gorría, 1708 m.
- Sierra de Ojos Albos, Cruz de Hierro, 1657 m.
- Sierra de Malagón, Cueva Valiente, 1903 m.
- Sierra de San Vicente, Cruces, 1373 m.
- Sierra de Guadarrama, Peñalara, 2428 m.
  - La Mujer Muerta, La Pinareja, 2197 m.
  - Siete Picos, Siete Picos, 2138 m.
  - La Maliciosa, Maliciosa, 2227 m.
  - Cuerda Larga, Cabeza de Hierro Mayor, 2383 m.
  - Sierra de la Morcuera, La Najarra, 2122 m.
  - Sierra de Canencia, Mondalindo, 1831 m.
  - Sierra de la Cabrera, Cancho Largo, 1564 m.
- Sierra de Somosierra, Colgadizos, 1834 m.
- Sierra de Ayllón, Pico del Lobo, 2274 m.
  - Sierra de la Puebla, La Tornera, 1866 m.
  - Sierra del Ocejón, Ocejón, 2049 m.
- Sierra de Alto Rey, Alto Rey, 1858 m.
- Sierra de Pela, Sima de Somolinos, 1548 m.

### Glavne skupine in lastnosti
- Pogled na Serra da Estrela z najvišjo točko celinske Portugalske
- Alpsko jezero Peñalara, Sierra de Guadarrama
- Pogled na vrhove Sierra de Gata v ozadju čez gorsko vas
- Hrib Cerro del Padrastro blizu Atienze, v prehodnem pasu med Kastiljskim in Iberskim gorovjem